# Augusto Mónaco
Augusto Mónaco (9 settembre 1970) è un allenatore di calcio a 5 ed ex giocatore di calcio a 5 argentino.

## Carriera
Come massimo riconoscimento in carriera vanta la partecipazione, con la Nazionale di calcio a 5 dell'Argentina, al Mondiale del 2000 nel quale l'Albiceleste è giunta fino alla seconda fase, venendo eliminata dal girone comprendente Brasile, Russia e Egitto. Nel corso del Mondiale, unica competizione internazionale disputata da Mónaco, il calcettista ha giocato tutte e sei le partite dell'Argentina, imponendosi come miglior marcatore della squadra con 5 reti.